# SS Nomadic (1911)
O SS Nomadic é um barco a vapor da White Star Line, lançado no dia 25 de abril de 1911, em Belfast, que foi construído como um barco auxiliar para o RMS Olympic e o RMS Titanic. 
No ano 1927, a White Star Line vendeu-o à Société Cherbourgeoise de Transbordement, que o utilizou com o mesmo nome. Em 1934 foi vendido de novo, esta vez à Société Cherbourgeoise de Remorquage et de Sauvetage, que o renomeou Ingénieur Minard. O barco esteve em serviço durante 57 anos, sobrevivendo às duas guerras mundiais.
O Nomadic foi transformado em navio-museu e é o único barco da White Star Line preservado.

## Construção e características
Nomadic e seu irmão, o SS Traffic, foram encomendados pela White Star Line em 1910, para servir como barcos auxiliares de seus novos transatlânticos RMS Olympic e RMS Titanic, que eram muito grandes aportarem em Cherbourg. A construção dos barcos ficou a cargo dos estaleiros Harland and Wolff de Belfast; o Nomadic foi iniciado em 22 de dezembro de 1910 (com o número de construção 422), e foi lançado em 25 de abril de 1911. Realizou seus testes de mar em 16 de maio do mesmo ano e, onze dias depois, foi entregue à White Star Line.
A embarcação era utilizada para o transporte de passageiros, bagagens, correio e suprimentos para os navios que ficavam ancorados ao largo da costa. Nomadic era utilizado no transporte dos passageiros da primeira e segunda classe, enquanto seu irmão, o Traffic, era usado para transportar passageiros de terceira classe.
O barco tem 67 m de comprimento total e 11,3 m de boca, com uma arqueação bruta de 1 273 toneladas. Era operado por duas caldeiras alimentadas a carvão e dois motores a vapor composto, cada um movimentando uma hélice de 2,13 m de diâmetro, o que permitia uma velocidade máxima de 12 nós (22 km/h).
Nomadic foi construído com estruturas, vigas e anteparas em aço, e casco chapeado rebitado. Com quatro conveses de trabalho e espaços de espera abaixo. Podia transportar até 1 000 passageiros, quando totalmente carregado.

## História

### Anos de serviço (1911-1968)
O Nomadic começou seu serviço para a White Star Line por ocasião da viagem inaugural do Olympic, em 14 de junho de 1911, durante a escala do transatlântico em Cherbourg.
No dia 10 de abril de 1912, o Nomadic transportou 142 passageiros de primeira classe e 30 de segunda classe ao Titanic em sua viagem inaugural; entre eles estavam milionários famosos como John Jacob Astor e Benjamin Guggenheim, assim como Margaret Brown.
Durante a Primeira Guerra Mundial, o navio foi requisitado pelo governo francês e ele serviu como um caça-minas auxiliar e navio patrulha, também transportou tropas norte-americanas para o porto de Brest, na França. Depois da guerra, voltou a operar como barco auxiliar. Em 1927 foi vendido para a Société Cherbourgeoise de Transbordement, que o utilizou com o mesmo nome.
Após a fusão em 1934 da White Star Line com a Cunard Line, ele foi vendido para a "Société Cherbourgeoise de Sauvetage et de Remorquage" e recebeu o nome de Ingenieur Minard, para homenagear o engenheiro que criou o porto moderno de Cherbourg.
Durante a Segunda Guerra Mundial o barco voltou a ser requisitado. Participou da evacuação de tropas de Cherbourg e posteriormente foi utilizado pela Marinha Real Britânica como barco para transporte de tropas, navio de patrulha costeira e navio caça-minas.
Durante a guerra, o porto de Cherbourg foi fortemente danificado, por isso, grandes transatlânticos já não podiam ancorar lá. O Ingenieur Minard foi recuperado e retornou novamente ao serviço. Ele serviu grandes transatlânticos da época como o RMS Queen Mary e o RMS Queen Elizabeth, e finalmente parou de operar em 4 de novembro de 1968. No mesmo ano, o barco foi vendido para a empresa de desmantelamento Somairec em Le Havre, mas o desmantelamento nunca foi iniciado.

### Uso como restaurante e anos de inatividade

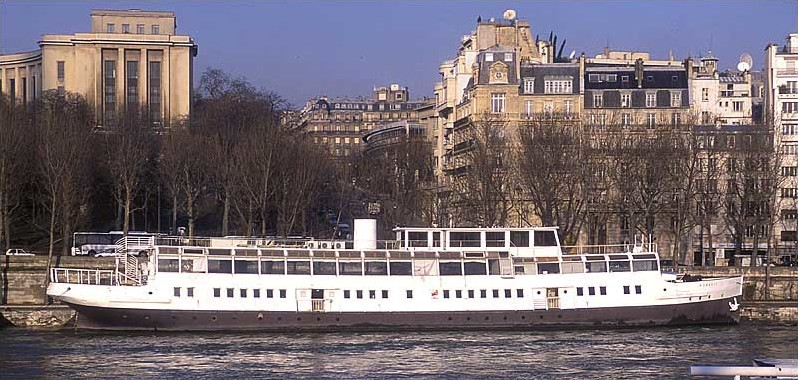
O SS Nomadic em 2000, atracado em Paris.

Em 1974, o navio foi adquirido por um comprador particular, Yvon Vincent, que o converteu em um restaurante no rio Sena em Paris (França) e restaurou seu nome original. O restaurante funcionou desde 1977 até 1999, e teve três nomes diferentes durante sua carreira de 22 anos: Le Shogun, Le Colonial e Le Transbordeur du Titanic.
Depois que o restaurante fechou e anos de abandono em Paris e Le Havre, as campanhas pela conservação do barco ganharam apoio político e governamental e, em 26 de janeiro de 2006, o Departamento de Desenvolvimento Social do governo da Irlanda do Norte comprou o navio em leilão por € 250.001 (o preço de reserva era de € 250.000). O navio permaneceu em Le Havre até julho de 2006, quando foi levado a Belfast para sua restauração.

### Conservação e restauração

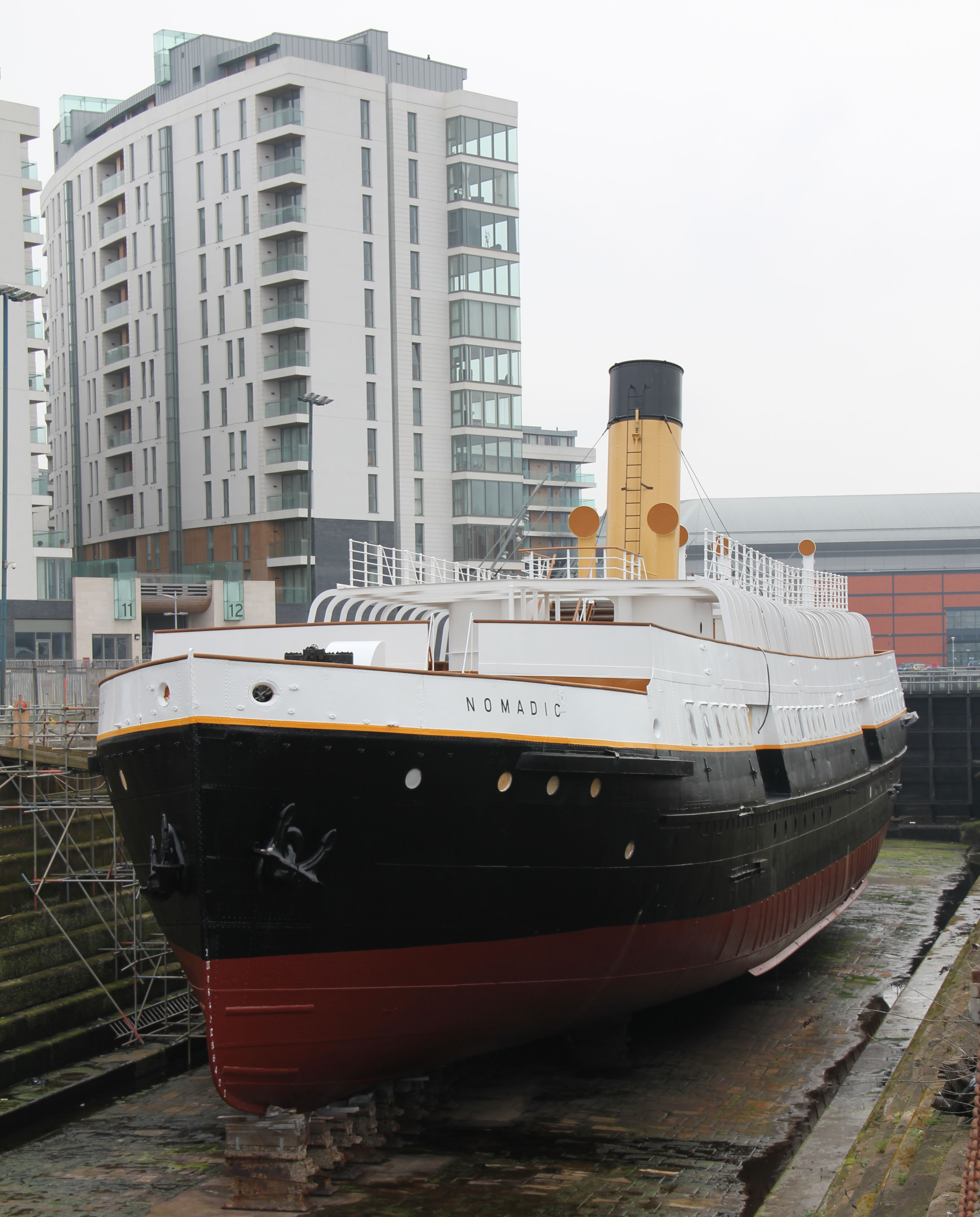
SS Nomadic em março de 2012, em Belfast na Irlanda do Norte, após a primeira fase de restauração.

O Nomadic deixou Le Havre para retornar a Belfast em 12 de julho de 2006, chegando à cidade onde foi construído seis dias depois.
Em 2007, o Nomadic foi considerado como navio histórico nacional e inserido no Registro Nacional de Navios Históricos do Reino Unido (National Historic Ships).
No final de 2009 o NCS tinha fundos suficientes para iniciar grandes obras de conservação e restauro. Em fevereiro de 2010, as principais obras começou com jateamento externo e priming do casco de aço, impedindo uma maior deterioração da estrutura metálica.
Em fevereiro de 2011, Harland and Wolff foram nomeados pelo NCS para realizar restauração de estruturas de aço e reparação, reacendendo um link de 100 anos com os construtores originais do navio. O valor do contrato foi de £ 2 milhões e incluiu re-criação da superestrutura e da ponte de comando, reparos e pintura do casco do navio em sua origem libré White Star Line.
Em dezembro de 2011 foi colocada a nova chaminé do navio. A fase final de obras de restauração inclui conservação e restauro do interior luxuoso, com painéis de gesso e ornamentado marcenaria. Os painéis originais do Nomadic foram comprados de um museu francês. Os painéis já foram doados para a NCS para a restauração e reintegração de volta a bordo do navio. Esta fase de obras inclui também obras de restauração do histórico Hamilton Graving Dock e pumphouse, convertendo a área do cais e do navio em uma atração turística. Essas obras foram concluídas em novembro de 2012.
Em 2013, a nova superestrutura e a restauração do interior foram concluídas. O único dos botes salva-vidas originais do Nomadic também foi restaurado. O mastro e os novos turcos para os botes, entre outros detalhes, ainda precisam ser instalados. O Nomadic, convertido em um navio-museu, abriu suas portas ao público em 1 de junho de 2013.

## Nomadic Charitable Trust
O Departamento de Desenvolvimento Social da Irlanda do Norte criou um fundo voluntário de caridade, o Nomadic Charitable Trust (NCT) em dezembro de 2006, para assumir a propriedade do navio e supervisionar sua conservação e restauração. O objetivo declarado do NCT é; "Para restaurar o SS Nomadic e torná-lo acessível ao público, para garantir que ele possa desempenhar um papel fundamental na celebração contínua do Titanic, garantir um legado duradouro para celebrar nosso patrimônio marítimo e industrial e como um catalisador para o turismo, desenvolvimento social e econômico".
O NCT transferiu a propriedade do Nomadic para a Titanic Foundation em abril de 2015. O navio agora é administrado pelo Titanic Belfast Nomadic Limited e incorporado à atração turística do Titanic Belfast.

## Nomadic Preservation Society
A Nomadic Preservation Society (NPS) também foi fundada em 2006. Seus objetivos declarados incluem a colaboração com o NCT e todas as outras partes envolvidas na preservação do Nomadic, incluindo a captação e doação de fundos, a realização de pesquisas históricas e a divulgação do Nomadic como atração turística.